# Johannes Jäckli
Johannes Jäckli (* 12. Mai 1899 in Dornach (Heerbrugg, Gemeinde Au); † 22. Dezember 1989 in Dornach SO) war ein Schweizer Künstler und Maler.

## Kindheit und frühe Jahre
Johannes Jäckli wuchs bei Heerbrugg im Schweizer Kanton St. Gallen auf. Seine Eltern betrieben ein Gäste- und Wirtshaus. Nach der Schule und der Handelsschule in Cressier und Neuenburg folgte eine Ausbildung zum Stationsbeamten der Schweizerischen Bundesbahnen, die ihn später mit 26 Jahren berentete. Schon früh lernte Jäckli die Moderne Kunst kennen, besonders die Werke von Ferdinand Hodler und Arnold Böcklin. Durch Bücher und den Besuch von Ausstellungen erweiterte er sein Wissen stetig. Mehrere Kuraufenthalte infolge einer Tuberkuloseerkrankung nutzte er für Studien der Kunstgeschichte, der Philosophie und der Literatur. In dieser Zeit lernte er den Maler Ernst Ludwig Kirchner kennen und entschloss sich, Künstler und Maler zu werden. In einem Brief an seine damalige Verlobte Hulda Pfänder gab er sich entschlossen, «… durch harte Arbeit mir meine Methode und den Stil zu erarbeiten» und sah eine Bestimmung, «Vorbild zu werden – oder unterzugehen.»

## Tessiner Zeit
Wegen Jäcklis Gesundheitszustand zogen er und seine Frau des milden Klimas wegen nach Brione ins Tessin. Jäckli versuchte, als Buchbinder Fuss zu fassen. Sie kamen mit Anthroposophie in Berührung und wurden 1928 Mitglieder der Anthroposophischen Gesellschaft. Zu Jäcklis Kenntnissen der Modernen Malerei kamen Impulse aus der Anthroposophie hinzu. 1935 entstanden die ersten grossformatigen Aquarelle. Es folgte eine erste produktive Schaffensperiode mit meist religiösen Motiven und er entwickelte als Autodidakt seine eigene Technik im Umgang mit Farben.
Ab 1938 präsentierte Jäckli regelmässig seine Bilder im Rahmen von Gruppenausstellungen am Goetheanum. Seine Werke wurden positiv besprochen, aber nicht wirklich verstanden. So schrieb die Journalistin und Künstlerin Maria Strakosch-Giesler: «Johannes Jäckli liebt das Rot. Dieses will sich in der Fläche behaupten, daher ist es recht schwierig, sein Wesen wirklich malerisch einzuordnen; doch gelingen ihm im Laufe seiner Entwicklung immer bessere und malerische Lösungen».

## Ausstellungsreiche Zeit
1946 übersiedelte das Ehepaar nach Dornach im Kanton Solothurn. Es folgten bis 1954 jährliche Gruppenausstellungen am Goetheanum und andernorts in der Schweiz. Jäckli wurde als Maler zunehmend wahrgenommen, sowohl für seine Farbgebung als auch in der Motivwahl. Sein Stil war deutlicher ausgeprägt und mit keinem der bekannten Malrichtungen vergleichbar. Vor allem die Zusammenarbeit mit Jérôme Bessenich war bedeutsam. Bessenich wurde später zum Leiter der Sektion für Bildende Künste an der Freien Hochschule für Geisteswissenschaft berufen und galt 1957 als Mitgründer der Künstlervereinigung «Die Fähre», neben Jérôme Bessenich, Beppe Assenza, Fritz Lobeck, Emil Schweigler und anderen. Eine ihrer grossen Ausstellungen konnte sie 1958 im Märkischen Museum in Witten organisieren.

## Unfall und späte Schaffensperiode
Mit 59 Jahren erlitt Jäckli bei einem Fahrradunfall schwere Kopfverletzungen. Danach wurden seine Bilder durchlässiger, transparenter und sanfter. Es folgten über 1000 Aquarelle und im Rahmen der Fähre weitere Beiträge zu Ausstellungen der Fähre. Zur Wanderausstellung Foundation for the Advancement of Arts and Letters – In Memory of Rudolf Steiner in den USA mit Kunstwerken von Schülern Rudolf Steiners zu seinem 100. Geburtstag trug Jäckli drei Bilder bei. Die Ausstellung dauerte von 1960 bis etwa 1962 an, Stationen waren unter anderem die Columbia-Universität und die New Yorker Universität.
Ein schwerer Schlaganfall mit 81 Jahren beendete Jäcklis Schaffenszeit fast vollständig. Bis zu seinem Tod entstanden aber noch mit Farbstiften weitere Bilder mit geometrischen Formen.

## Nachlass
Der künstlerische und schriftliche Nachlass wird seit 2015 von der Stiftung Freie Gemeinschaftsbank in Basel gesichert und der Öffentlichkeit zugänglich gemacht. Der künstlerische Nachlass umfasst an die 3000 Aquarelle und Zeichnungen.

## Ausstellungen
- 1942: Kunsthalle Basel, Zwölf Maler aus dem Umkreis des Goetheanums, Gruppenausstellung.
- 1945: Kunsthalle Bern, Künstler aus dem Kreis des Goetheanums, Gruppenausstellung.[8]
- 1945: Kunstverein St. Gallen, Zehn Maler aus dem Kreis des Goetheanums, Gruppenausstellung.
- 1949: Goetheanum Dornach, Gruppenausstellung.[9]
- 1954: Goetheanum Dornach, Gruppenausstellung.
- 1958: Märkisches Museum, Die Fähre, Gruppenausstellung.
- 1960–1962: Foundation for the Advancement of Arts and Letters – In Memory of Rudolf Steiner, Gruppenausstellung, Wanderausstellung u. a. an der Columbia-Universität und der New Yorker Universität[7]
- 2012: Scala Basel, Ausstellung Johannes Jäckli, Einzelausstellung.[10]
- 2017: Freie Gemeinschaftsbank Basel: Die phantastischen Welten des Johannes Jäckli, Einzelausstellung.[11]